# Vườn quốc gia Matobo
Vườn quốc gia Matobo là phần lõi của Matobo hay Các đồi Matopos là một khu vực gò đồi granit cô lập và các thung lũng rừng nằm cách 35 kilômét (22 mi) về phía nam của Bulawayo, miền nam Zimbabwe. Các đồi này được hình thành từ 2 tỷ năm trước với đá granit gia cố trên bề mặt và bị ăn mòn tạo thành các đồi nứt có các loại cỏ mọc. Mzilikazi, người sáng lập ra quốc gia của dân Ndebele đã đặt tên khu vực này là 'đầu hói'. Diện tích của khu vực là 3100 km², trong đó có 440 km² là vườn quốc gia, phần còn lại là đất ở các làng và đất nông trại. Một phần của vườn quốc gia là công viên giải trí. Năm 2003, UNESCO đã công nhận đây là di sản thế giới.